# Campionati mondiali di slittino 1958
I Campionati mondiali di slittino 1958, quarta edizione della manifestazione organizzata dalla Federazione Internazionale Slittino, si tennero il 1° e 2 febbraio 1958 a Krynica-Zdrój, in Polonia, e furono disputate gare in tre differenti specialità: nel singolo uomini ed in quello donne e nel doppio.
Dominatrice della manifestazione fu la squadra polacca, capace di conquistare due titoli e ben sette medaglie sulle nove assegnate in totale.

## Risultati

### Singolo uomini
Alla gara presero parte 49 atleti in rappresentanza di 12 differenti nazioni; campione uscente era il tedesco occidentale Hans Schaller, nel frattempo ritiratosi dalle competizioni, ed il titolo fu conquistato dal padrone di casa Jerzy Wojnar, davanti al connazionale Ryszard Pędrak ed all'austriaco Reinhold Frosch.
| Pos. | Atleti                  | Nazione        |
| ---- | ----------------------- | -------------- |
|      | Jerzy Wojnar            | Polonia        |
|      | Ryszard Pędrak          | Polonia        |
|      | Reinhold Frosch         | Austria        |
| 4    | Josef Lenz              | Germania Ovest |
| 5    | Helmut Teifel           | Germania Est   |
| 6    | Mieczysław Pawełkiewicz | Polonia        |
| 7    | Günter Schneider        | Germania Est   |
| 8    | Horst Tiedge            | Germania Ovest |
| 9    | Janusz Wojtynski        | Polonia        |
| 10   | Josef Feistmantl        | Austria        |

### Singolo donne
Alla gara presero parte 22 atlete in rappresentanza di 7 differenti nazioni; campionessa uscente era l'austriaca Maria Isser, che concluse la prova all'ottavo posto, ed il titolo fu conquistato dalla polacca Maria Semczyszak davanti alle connazionali Helena Boettcher e Barbara Gorgón.
| Pos. | Atleti           | Nazione      |
| ---- | ---------------- | ------------ |
|      | Maria Semczyszak | Polonia      |
|      | Helena Boettcher | Polonia      |
|      | Barbara Gorgón   | Polonia      |
| 4    | Freya Aschermann | Germania Est |
| 5    | Gerda Cegnar     | Austria      |
| 6    | Brigitte Fink    | Italia       |
| 7    | Eleonore Lieber  | Austria      |
| 8    | Maria Isser      | Austria      |
| 9    | Sofia Serafin    | Polonia      |
| 10   | Irena Pawełczyk  | Polonia      |

### Doppio
Alla gara presero parte 22 atleti in rappresentanza di 5 differenti nazioni; campioni uscenti erano gli tedeschi occidentali Josef Strillinger e Fritz Nachmann che bissarono il titolo ottenuto l'anno precedente concludendo la gara davanti alle coppie polacche composte da Jerzy Koszla e Janina Susczewska e da Halina Lacheta e Ryszard Pędrak, quest'ultimo già a medaglia anche nel singolo.
| Pos. | Atleti                           | Nazione        |
| ---- | -------------------------------- | -------------- |
|      | Fritz Nachmann Josef Strillinger | Germania Ovest |
|      | Jerzy Koszla Janina Susczewska   | Polonia        |
|      | Ryszard Pędrak Halina Lacheta    | Polonia        |
| 4    | Stanisław Kafel Josef Stawinski  | Polonia        |
| 5    | Horst Tiedge Helga Müller        | Germania Ovest |
| 6    | David Moroder Oswald Mussner     | Italia         |
| 7    | Stanko Hodnik Stane Horvat       | Jugoslavia     |
| 8    | Josef Feistmantl Werner Horst    | Austria        |
| 9    | Stefan Bohine Milan Cesen        | Jugoslavia     |
| 10   | Josef Thaler Luis Posch          | Austria        |

## Medagliere
| Posizione | Nazione        | Oro | Argento | Bronzo | Totale |
| --------- | -------------- | --- | ------- | ------ | ------ |
| 1         | Polonia        | 2   | 3       | 2      | 7      |
| 2         | Germania Ovest | 1   | 0       | 0      | 1      |
| 3         | Austria        | 0   | 0       | 1      | 1      |
| Totale    | Totale         | 3   | 3       | 3      | 9      |